# Monuments nationaux de Zavidovići
Cet article recense les monuments nationaux situés sur le territoire de la municipalité de Zavidovići en Bosnie-Herzégovine et dans la fédération de Bosnie-et-Herzégovine. La liste établie par la Commission pour la protection des monuments nationaux compte 2 monuments nationaux inscrits sur la liste principale et 1 monument inscrit sur une liste provisoire.

## Monuments nationaux
| Monument                   | Localité | Géolocalisation | Datation                                      | Commentaire éventuel      | Photo |
| -------------------------- | -------- | --------------- | --------------------------------------------- | ------------------------- | ----- |
| Monastère de Vozuća        | Vozuća   |                 | Fondé au XVIe siècle ; refondé au XIXe siècle | Monastère orthodoxe serbe |       |
| Vieille mosquée de Rujnica | Rujnica  |                 | 1934                                          | Avec son harem            |       |